# Boddoppertjärnen
Boddoppertjärnen är en sjö i Sorsele kommun i Lappland och ingår i Umeälvens huvudavrinningsområde. Sjön har en area på 0,0559 kvadratkilometer och ligger 399 meter över havet. Vid provfiske har abborre och gädda fångats i sjön.

## Delavrinningsområde
Boddoppertjärnen ingår i det delavrinningsområde (727923-159236) som SMHI kallar för Inloppet i Buresjön. Medelhöjden är 422 meter över havet och ytan är 17,54 kvadratkilometer. Det finns ett avrinningsområde uppströms, och räknas det in blir den ackumulerade arean 48,19 kvadratkilometer. Storbäcken som avvattnar avrinningsområdet har biflödesordning 4, vilket innebär att vattnet flödar genom totalt 4 vattendrag innan det når havet efter 303 kilometer. Avrinningsområdet består mestadels av skog (54 procent). Avrinningsområdet har 0,05 kvadratkilometer vattenytor vilket ger det en sjöprocent på 14,1 procent.